# Ołeksandr Kłymenko (polityk)
Ołeksandr Iwanowycz Kłymenko, ukr. Олександр Іванович Клименко (ur. 14 kwietnia 1965 w Marjince) – ukraiński polityk i przedsiębiorca, poseł do Rady Najwyższej VI kadencji, przewodniczący Ukraińskiej Partii Ludowej.

## Życiorys
Ukończył w 1999 studia w Donieckim Instytucie Ekonomii i Prawa Gospodarczego. W latach 90. zaczął prowadzić własne przedsiębiorstwa w branży energetycznej w Doniecku. W latach 2005–2006 pełnił funkcję zastępcy gubernatora obwodu donieckiego. Zaangażował się w działalność polityczną w ramach Ukraińskiej Partii Ludowej, kierując jej regionalnymi strukturami.
W 2007 uzyskał mandat deputowanego VI kadencji z ramienia Naszej Ukrainy-Ludowej Samoobrony, który sprawował do 2012. W 2013 objął funkcję przewodniczącego UNP, zastępując Jurija Kostenkę; partią kierował do 2021, gdy na funkcję przewodniczącego powrócił jego poprzednik. W 2014 zarejestrował swoją kandydaturę w przedterminowych wyborach prezydenckich. Kilka dni przed głosowaniem zrezygnował, deklarując poparcie dla Petra Poroszenki. Formalnie pozostał jednak kandydatem – otrzymał poparcie poniżej 0,1% głosów. W latach 2014–2015 był zastępcą przewodniczącego Donieckiej Obwodowej Administracji Państwowej.